# CD 과달라하라
클럽 데포르티보 과달라하라(Club Deportivo Guadalajara)는 멕시코 과달라하라의 축구 클럽으로, 줄여서 과달라하라(Guadalajara) 또는 치바스(Chivas)라는 별명으로도 부른다.
멕시코에서 성공한 축구 클럽 가운데 하나로 뽑히고 있으며 멕시코 프리메라 디비시온 우승 11회, 캄페온 데 캄페오네스 우승 7회, 코파 멕시코 우승 2회의 기록을 보유하고 있다. 창단 이후부터 단 한 번도 강등된 적이 없으며 클럽 아메리카와 라이벌 관계에 있다.
멕시코의 축구 클럽 가운데 유일하게 멕시코 국적을 가진 선수들로만 구성된 팀이기도 하다. 팀을 상징하는 색은 빨강, 하양, 파랑인데 이는 "협력, 단결, 스포츠"를 뜻한다.

## 주요 경력

### 멕시코 국내 대회
- 멕시코 프리메라 디비시온: 우승 11회 (1956-57, 1958-59, 1959-60, 1960-61, 1961-62, 1963-64, 1964-65, 1969-70, 1986-87, 1997 하계 리그, 2006 동계 리그), 준우승 9회 (1951-52, 1954-55, 1962-63, 1968-69, 멕시코 1970, 1982-83, 1983-84, 1998 동계 리그, 2004 하계 리그)
- 캄페온 데 캄페오네스: 우승 7회 (1956-1957, 1958-1959, 1959-1960, 1960-1961, 1963-1964, 1964-1965, 1969-1970)
- 코파 멕시코: 우승 2회 (1963, 1970), 준우승 5회 (1947-48, 1950-51, 1953-54, 1954-55, 1966-67)

### 국제 대회
- CONCACAF 챔피언스리그: 우승 1회 (1962), 준우승 3회 (1963, 1984, 2007)
- 코파 리베르타도레스: 준우승 1회 (2010)

## 선수 명단

### 현역
참고: FIFA 자격 규정에 따라 소속된 국가대표팀 국기를 표시합니다. 선수는 복수의 FIFA 비회원국 국적을 가지고 있을 수 있습니다.
| 번호 | 포지션 | 국적 | 이름              |
| ---- | ------ | ---- | ----------------- |
| 15   | MF     |      | 에리크 구티에레스 |
| 16   | MF     |      | 케이드 코웰       |

| 번호 | 포지션 | 국적 | 이름              |
| ---- | ------ | ---- | ----------------- |
| 25   | MF     |      | 로베르토 알바라도 |
| 30   | GK     |      | 오스카 월리       |

## 역대 감독
| 감독                | 임기      |
| ------------------- | --------- |
| 리카르도 라볼페     | 1989~1990 |
| 오스발도 아르딜레스 | 1995      |
| 레오 베인하커르     | 1996      |
| 욘 판 어트 스히프   | 2012~2013 |
| 리카르도 라볼페     | 2014      |
| 엑토르 리알         | 불명      |
| 벨리코 파우노비치   |           |

## 같이 보기
- CD 치바스 USA